# Петерсхаузен
Петерсхаузен (њем. Petershausen) општина је у њемачкој савезној држави Баварска. Једно је од 17 општинских средишта округа Дахау. Према процјени из 2010. у општини је живјело 6.030 становника. Посједује регионалну шифру (AGS) 9174136.

## Географски и демографски подаци
Петерсхаузен се налази у савезној држави Баварска у округу Дахау. Општина се налази на надморској висини од 460 метара. Површина општине износи 32,8 km². У самом мјесту је, према процјени из 2010. године, живјело 6.030 становника. Просјечна густина становништва износи 184 становника/km².

## Међународна сарадња
| Мјесто | Држава    | Врста сарадње | Од    |
| ------ | --------- | ------------- | ----- |
|        | Француска | партнерство   | 1968. |
| Извор  |           |               |       |